# Liste des monuments historiques de Roth-sur-Our
La Liste des monuments historiques de Roth-sur-Our contient deux monuments historiques à Roth-sur-Our, une municipalité allemande située dans le Land de Rhénanie-Palatinat et l'arrondissement d'Eifel-Bitburg-Prüm.

## Liste
| Monument                                       | Adresse             | Coordonnées                      | Notice | Protection | Date | Illustration                                   |
| ---------------------------------------------- | ------------------- | -------------------------------- | ------ | ---------- | ---- | ---------------------------------------------- |
| Église catholique St. Peter, fin du 12e siècle | Johanniterstraße 19 | 49° 55′ 33″ nord, 6° 13′ 20″ est |        |            |      | Église catholique St. Peter, fin du 12e siècle |
| Château, à partir de 1600                      | Johanniterstraße 17 | 49° 55′ 32″ nord, 6° 13′ 17″ est |        |            |      | Château, à partir de 1600                      |